# کارل مائوس
کارل مائوس (به آلمانی: Karl Mauss) (۱۷ مه ۱۸۹۸ – ۹ فوریه ۱۹۵۹) نظامی بلندپایه آلمانی در دوره رایش سوم بود که در جریان جنگ جهانی دوم یگان‌های مختلفی را فرماندهی کرد. او یکی از تنها ۲۷ نظامی آلمانی بود که نشان صلیب شوالیه صلیب آهنین با برگ‌های بلوط، شمشیرها و الماس‌ها را دریافت کردند.

## زندگی
کارل مائوس روز ۱۷ سال ۱۸۹۸ در پلون زاده شد. تنها شانزده سال داشت که به عنوان نامزد افسری میدان رزم را در جنگ جهانی اول تجربه و به عنوان نخستین و جوان‌ترین فرد در یگان خود نشان درجه ۲ صلیب آهنین را دریافت کرد. سال آینده با درجه ستوان دوم به سلک افسران درآمد. تا پایان جنگ نشان درجه ۱ صلیب آهنین نیز به او اعطا شد.
سال‌های پس از جنگ زندگی دشواری به عنوان روزنامه‌فروش داشت. تا این که شروع به تحصیل در رشته دندان‌پزشکی کرد و سال ۱۹۲۹ فارغ‌التحصیل شد. با این وجود سال ۱۹۳۴ مجدداً به نیروهای مسلح پیوست. در پی آغاز جنگ جهانی دوم ماوس با درجه سرگرد در قالب لشکر چهارم زرهی در کارزارهای لهستان و جبهه غربی حضور یافت. ماوس با درجه سرهنگ دوم در جریان تهاجم به شوروی، عملکرد متمایزی در لشکر خود به عنوان بخشی از گروه ارتش مرکز، داشت. بدین جهت روز ۲۶ نوامبر سال ۱۹۴۱ نشان عالی صلیب شوالیه صلیب آهنین به او اعطا گردید و به درجه سرهنگ ترفیع گرفت. ماه ژانویه سال ۱۹۴۲، در پی زخمی شدن سرتیپ دیتریش فون زاوکن، ماوس به شکل موقتی لشکر را فرماندهی کرد. این لشکر همان سال بخشی از تهاجم به سمت قفقاز و ماه ژوئیه سال ۱۹۴۳ ارنبر شمالی تهاجم در ناحیه کورسک بود. در ادامه درگیر نبردهای دفاعی سنگین در اطراف گومل شد. ماوس با همان درجه سرهنگ روز ۲۴ نوامبر سال ۱۹۴۳ برگ‌های بلوط نشان صلیب شوالیه را دریافت کرد.
ماوس روز ۳۱ ژانویه سال ۱۹۴۴ به فرماندهی لشکر هفتم زرهی منصوب شد و سپس روز ۱ آوریل به درجه سرتیپ ترفیع گرفت. این لشکر از پیش متحمل تلفات سنگین در نبردهای غرب کی‌یف شده بود. در ادامه بهار سال ۱۹۴۴ نیز در حال مبارزه در حال عقب‌نشینی در شمال اوکراین بود و سپس به نواحی شمال در منطقه بالتیک تحت امر ارتش سوم زرهی فرستاده شد. آن‌جا تا ماه نوامبر سال ۱۹۴۴ در لیتوانی، کورلند و ممل به رزم پرداخت. در این مدت ماوس روز ۱ اکتبر به درجه سرلشکر ترفیع گرفت و روز ۲۳ اکتبر سال ۱۹۴۴ شمشیرهای صلیب شوالیه به او اعطا شد.
لشکر ماوس بین ماه‌های ژانویه تا مارس سال ۱۹۴۵ به شدت درگیری تهاجم ارتش سرخ در نواحی بین رودهای ویستولا و اودر بود. خود ماوس روز ۲۲ مارس در ناحیه پومرانی به شدت مجروح و یکی از پاهایش در عمل جراحی قطع شد. او را به پروس شرقی بردند و روز ۱۵ آوریل سال ۱۹۴۵ مفتخر به دریافتت الماس‌های صلیب شوالیه شد.
ماوس پس از جنگ به پیشه دندانپزشکی بازگشت. سپهید کارل ماوس در نهایت روز ۹ فوریه سال ۱۹۵۹ در هامبورگ درگذشت.